# Toianas (plaats)
Toianas is een bestuurslaag in het regentschap Timor Tengah Selatan van de provincie Oost-Nusa Tenggara, Indonesië. Toianas telt 2325 inwoners (volkstelling 2010).